# 布爾維努夫
布爾維努夫（Brwinów）是位於波蘭馬佐夫舍省的城市。距華沙市中心有25 公里。2008年，有人口12131人。在1975年至1998年期間，布爾維努夫屬華沙省。